# بلية
بلية (بالفارسية: پلیه) هي قرية تقع في قسم كلان الريفي (مقاطعة إيوان) في إيران.